# Мија Гот
Мија Џипси Мељо да Силва Гот (енгл. Mia Gypsy Mello da Silva Goth; Лондон, 25. октобар 1993) британска је глумица. Позната је по улогама Максин Минкс и Перл у филмској трилогији коју чине филмови X (2022), Перл (2022) и MaXXXine (2024).

## Биографија
Рођена је 25. октобра 1993. у Лондону. Мајка јој је Бразилка, а отац Канађанин. Када је напунила две седмице живота, преселила се у Бразил јер је њена мајка, која је у то време имала 20 година, отишла код своје породице како би јој помогли у подизању ћерке. Вратили су се у Уједињено Краљевство када је она имала пет година и накратко се преселили у родну Канаду њеног оца када је имала десет година. Тамо је променила девет школа током само једне школске године. Са 12 година преселила се у Лондон са мајком. Одрасла је са самохраном мајком, која је радила као конобарица.
Године 2012. на снимању филма Нимфоманка упознала је глумца Шају Лабафа. У октобру 2012. наизглед су се венчали у Лас Вегасу. Два дана касније, локални званичник је тврдио да пар није био законски венчан, али је уместо тога обављена церемонија веридбе. Касније истог месеца, Лабаф је то потврдио у емисији Шоу Елен Деџенерес. У септембру 2018. поднели су папире за развод. У фебруару 2022. објављена је вест да су се помирили, као и да је Гот трудна. У марту 2022. добили су ћерку.

## Филморафија

### Филм
| Улоге Мије Гот |                     |                     |                     |                                       |
| Година         | Српски назив        | Изворни назив       | Улога               | Напомена                              |
| 2013.          | Нимфоманка          |                     | П                   | сегмент: „Пиштољ”                     |
| 2014.          |                     |                     | девојка             | кратки филм                           |
| 2015.          |                     |                     | Миља                |                                       |
| 2015.          | Еверест             |                     | Мег Ведерс          |                                       |
| 2017.          | Лек против здравља  |                     | Хана фон Рајхмерл   |                                       |
| 2017.          | Уклета кућа         |                     | Џејн Мароубон       |                                       |
| 2018.          | Суспирија           |                     | Сара Симс           |                                       |
| 2018.          | Живот међу звездама |                     | Бојс                |                                       |
| 2019.          |                     |                     | млада Софија Морети | кратки филм                           |
| 2020.          | Ема                 |                     | Харијет Смит        |                                       |
| 2021.          |                     |                     | Марша               |                                       |
| 2022.          | Кућа                |                     | Мејбел (глас)       | сегмент: „Ја — А изнутра се чује лаж” |
| 2022.          |                     | Максин Минкс / Перл |                     |                                       |
| 2022.          | Перл                |                     | Перл                | и сценаристкиња                       |
| 2023.          | Бескрајни базен     |                     | Габи Бауер          |                                       |
| 2024.          |                     |                     | Максин Минкс        | и продуценткиња                       |
| 2025.          | Франкенштајн        |                     | TBA                 |                                       |
| 2026.          | Одисеја             |                     | TBA                 |                                       |

### Телевизија
| Улоге Мије Гот |              |               |                |           |
| Година         | Српски назив | Изворни назив | Улога          | Напомена  |
| 2013.          | Тунел        |               | Софи Кембел    | 3 епизоде |
| 2015.          | Воландер     |               | Хана Хелмквист | 1 епизода |